# Bernd Zimmermann (Didaktiker)

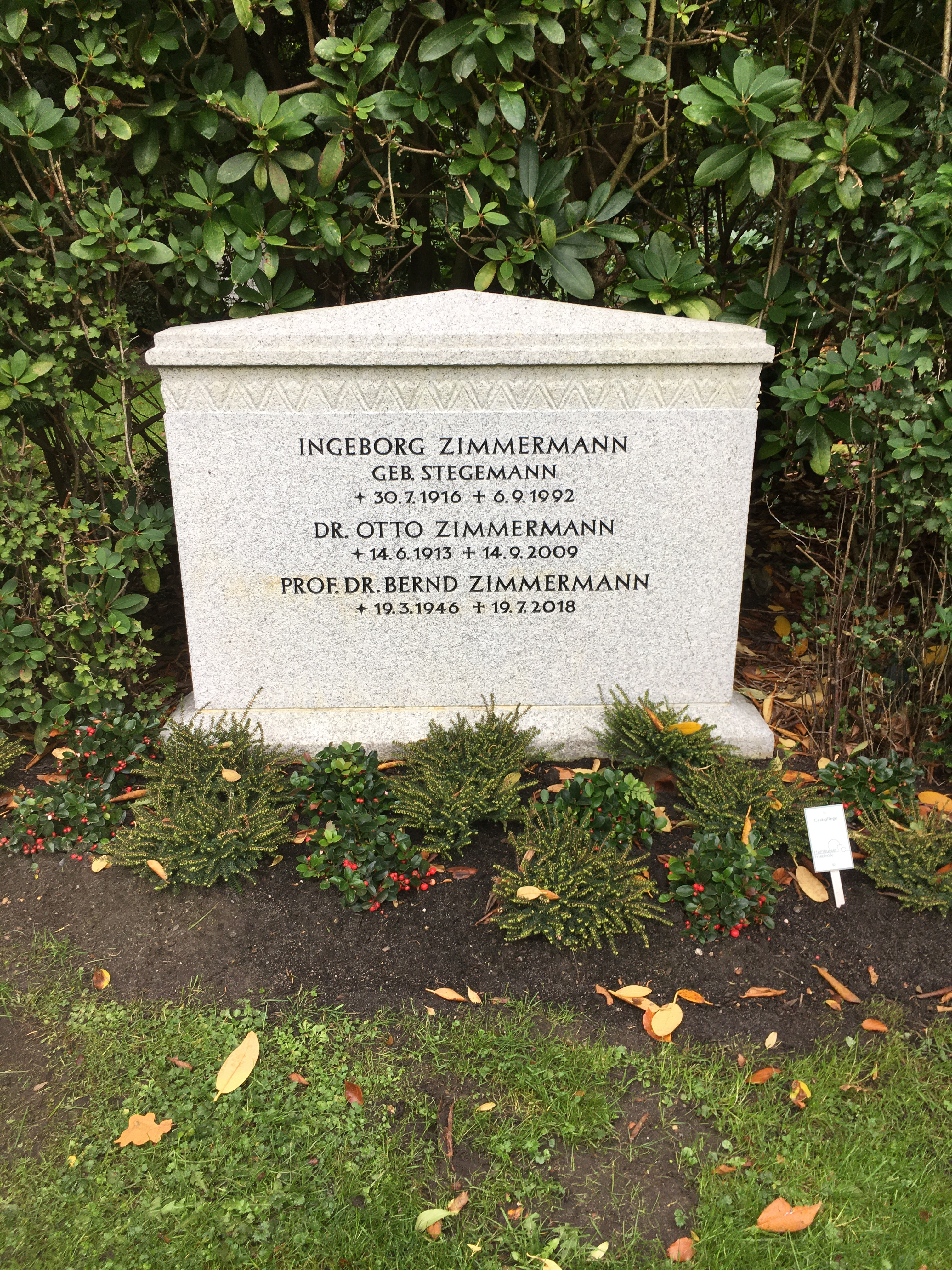
Grabstätte auf dem Friedhof Ohlsdorf

Bernd Zimmermann (* 19. März 1946 in Hamburg; † 19. Juli 2018 in Leezen) war ein deutscher Mathematikdidaktiker und Hochschullehrer.

## Leben
Nach dem Abitur, das er in seiner Geburtsstadt ablegte, studierte Bernd Zimmermann von 1965 bis 1971 Mathematik, Physik, Pädagogik, Philosophie, Astronomie und Meteorologie in Hamburg und Kiel. In den folgenden beiden Jahren arbeitete er als Referendar für Mathematik und Physik und legte in diesen Fächern 1973 das Zweite Staatsexamen ab, nachdem er bereits ein Jahr zuvor mit der Schrift Wann sind verschränkte Produkte Divisionsalgebren? sein Diplom in Mathematik erworben hatte.
Von 1973 bis 1978 war Zimmermann wissenschaftlicher Assistent an der Universität Paderborn und wurde dort 1977 mit seiner Dissertation Analyse des Problemlöseverhaltens bei Aufgaben aus der Inzidenzgeometrie: eine exploratorische Studie mit Studenten und Schülern zum Doktor der Naturwissenschaften promoviert. 1978 kehrte er nach Norddeutschland zurück und unterrichtete bis 1985 als Lehrer für Mathematik und Physik am Gymnasium Hittfeld, ehe er als Hochschulassistent für Mathematikdidaktik an die Universität nach Hamburg ging. Mit der Habilitationsschrift Heuristik als ein Element mathematischer Denk- und Lernprozesse wurde er zum Professor für Didaktik der Mathematik ernannt. Nach einer vorübergehenden Vertretungsprofessur an der Universität Greifswald (1992/93), lehrte Zimmermann ab 1993 bis zu seiner Emeritierung 2011 an der Friedrich-Schiller-Universität Jena.
Bernd Zimmermann war Mitglied in einer Vielzahl von mathematischen Vereinigungen wie der Gesellschaft für Didaktik der Mathematik, des Deutschen Vereins zur Förderung des mathematischen und naturwissenschaftlichen Unterrichts oder der Deutschen Mathematiker-Vereinigung. Er war ferner Gutachter der Volkswagenstiftung und Mitherausgeber internationaler Fachzeitschriften.
Zimmermann pflegte darüber hinaus engen beruflichen Kontakt zur ungarischen János Bolyai Gesellschaft und der Eötvös-Loránd-Universität in Budapest. Er verstarb 72-jährig nach langer, schwerer Krankheit und wurde auf dem Hamburger Friedhof Ohlsdorf im Planquadrat M 14 beigesetzt.

## Veröffentlichungen (Auswahl)
- 1990: Problemorientierter Mathematikunterricht, Verlag Franzbecker, Bad Salzdetfurth